# Into the Unknown (album Mercyful Fatea)
Into the Unknown peti je studijski album danskog heavy metal sastava Mercyful Fate. Album je 20. kolovoza 1996. godine objavila diskografska kuća Metal Blade Records.

## O albumu
Into the Unknown komercijalno je najuspješniji album Mercyful Fatea do danas. Album se našao na 31. mjestu finske službene ljestvice albuma te se zadržao dva tjedna među top 40. Ovo je ujedno i jedini album sastava koji se pojavio na glazbenim ljestvicama.
Kako bi promovirao album, Mercyful Fate je u kolovozu 1996. otišao na turneju po Brazilu i Argentini; naknadno je tijekom listopada i studenog iste godine nastupao diljem Sjeverne Amerike, dok je koncerte u Europi održao u ožujku 1997.
Za pjesmu "The Uninvited Guest" bio je snimljen glazbeni spot.

## Popis pjesama
Tekstovi: King Diamond. 
| 1.    | »Lucifer«                           | Diamond        | 1:29 |
| 2.    | »The Uninvited Guest«               | Diamond        | 4:14 |
| 3.    | »The Ghost of Change«               | Diamond        | 5:41 |
| 4.    | »Listen to the Bell«                | Hank Shermann  | 3:57 |
| 5.    | »Fifteen Men (and a Bottle of Rum)« | Michael Denner | 5:05 |
| 6.    | »Into the Unknown«                  | Shermann       | 6:34 |
| 7.    | »Under the Spell«                   | Diamond        | 4:42 |
| 8.    | »Deadtime«                          | Denner         | 3:15 |
| 9.    | »Holy Water«                        | Diamond        | 4:32 |
| 10.   | »Kutulu (The Mad Arab, Part II)«    | Shermann       | 5:17 |
| 44:46 |                                     |                |      |

| Bonus pjesma s japanske inačice | Bonus pjesma s japanske inačice     | Bonus pjesma s japanske inačice | Bonus pjesma s japanske inačice | Bonus pjesma s japanske inačice | Bonus pjesma s japanske inačice | Bonus pjesma s japanske inačice | Bonus pjesma s japanske inačice | Bonus pjesma s japanske inačice | Bonus pjesma s japanske inačice |
| Br.                             | Skladba                             | Autor                           | Trajanje                        |                                 |                                 |                                 |                                 |                                 |                                 |
| ------------------------------- | ----------------------------------- | ------------------------------- | ------------------------------- | ------------------------------- | ------------------------------- | ------------------------------- | ------------------------------- | ------------------------------- | ------------------------------- |
| 11.                             | »The Ripper« (obrada Judas Priesta) | Glenn Tipton                    | 2:57                            |                                 |                                 |                                 |                                 |                                 |                                 |
| 47:43                           |                                     |                                 |                                 |                                 |                                 |                                 |                                 |                                 |                                 |

## Recenzije
Stephen Thomas Erlewine, glazbeni kritičar sa stranice AllMusic, dodijelio je albumu tri od pet zvjezdica te je izjavio: "Izvorna se postava Mercyful Fatea ponovno okupila kako bi snimila Into the Unknown, ali umjesto da ponovno uhvati iskru svojih prvih albuma, sastav se jednostavno čini umornim. Radio je na istome teritoriju koji ga je učinio slavnim te je to vjerojatno i dio problema -- ovako žestoku [...] glazbu skladao je i u prošlosti, samo bolje. Into the Unknown je u velikoj mjeri efektivan argument grupama da se ponovno ne okupljaju".

## Zasluge
| Mercyful Fate - King Diamond – vokali, miksanje, produkcija - Hank Shermann – gitara, miksanje - Michael Denner – gitara - Sharlee D'Angelo – bas-gitara - Bjarne T. Holm – bubnjevi | Ostalo osoblje - Brian Slagel – izvršna produkcija - Troy Scheer – inženjer zvuka - Howie Weinberg – mastering - Lars Flaenø Nielsen – fotografija - Brian J Ames – dizajn - Tim Kimsey – produkcija, inženjer zvuka, miksanje |